# Los Luceros 2da. Sección
Los Luceros 2da. Sección är en ort i Mexiko.   Den ligger i kommunen Salto de Agua och delstaten Chiapas, i den sydöstra delen av landet, 700 km öster om huvudstaden Mexico City. Los Luceros 2da. Sección ligger 422 meter över havet och antalet invånare är 644.
Terrängen runt Los Luceros 2da. Sección är kuperad. Runt Los Luceros 2da. Sección är det ganska glesbefolkat, med 38 invånare per kvadratkilometer. Närmaste större samhälle är Nuevo Limar, 8,6 km söder om Los Luceros 2da. Sección. Trakten runt Los Luceros 2da. Sección består till största delen av jordbruksmark.